# غیرقابل تصور (فیلم ۲۰۱۷)
غیرقابل تصور (به انگلیسی: Inconceivable) یک فیلم سینمایی آمریکایی هیجان انگیز محصول سال ۲۰۱۷ میلادی به کارگردانی جاناتان بیکر و توسط کلو کینگ نوشته شده‌است. این فیلم در تاریخ ۳۰ ژوئن ۲۰۱۷ منتشر شد.

## داستان
آنجلا برای فرار از گذشته همراه با همسر و فرزندش به شهر جدیدی نقل مکان می‌کنند. اما در آنجا با شخص مرموزی آشنا می‌شوند که دردسرهایی برایشان به همراه دارد و…

## بازیگران
- نیکلاس کیج درنقش برایان
- جینا گرشان در نقش آنجلا
- فی داناوی در نقش دونا
- نیکی ولان در نقش کیتی
- اوا ماری در نقش لیندا
- جاناتان بیکر در نقش باری
- الی پیتون مک دونالد[۴]